# 大王東街

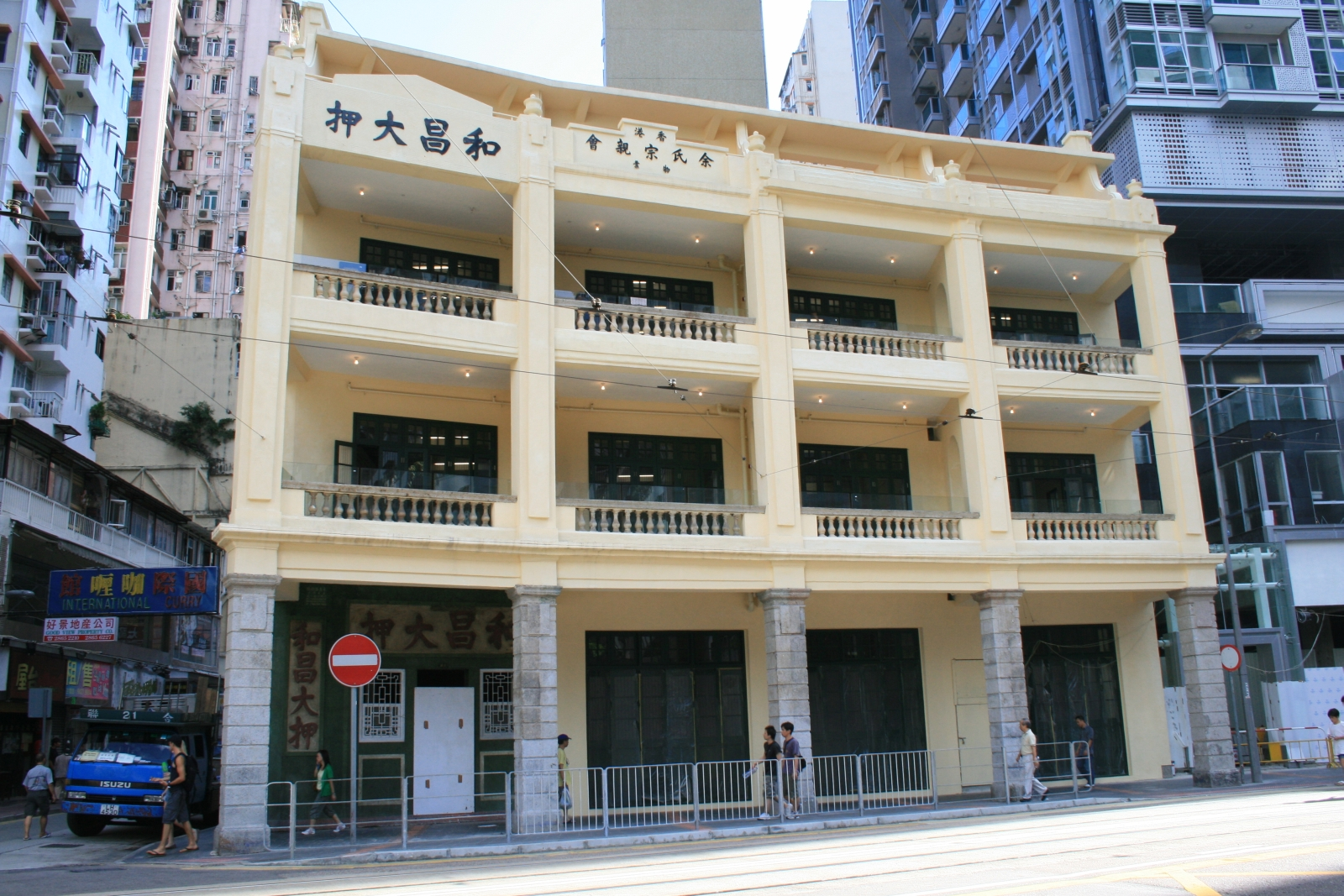
和昌大押於大王東街北端左面

大王東街（英語：Tai Wong Street East），是香港香港島灣仔區灣仔的一條行車及行人路，位於皇后大道東44號以北，莊士敦道22號以南。
大王東街全長約100米，平坦直路，原是雙線單向由南至北行車，其中一線路旁有車輛停泊，所以行車道只有單線。
大王東街鄰近接盧押道南段，及修頓球場西南角。

## 歷史
大王東街原名「大王里」，因為街道南端皇后大道上洪聖古廟參奉「洪聖大王」而名。至於大王西街，則原名為「大王街」，後改現名。

## 圖片

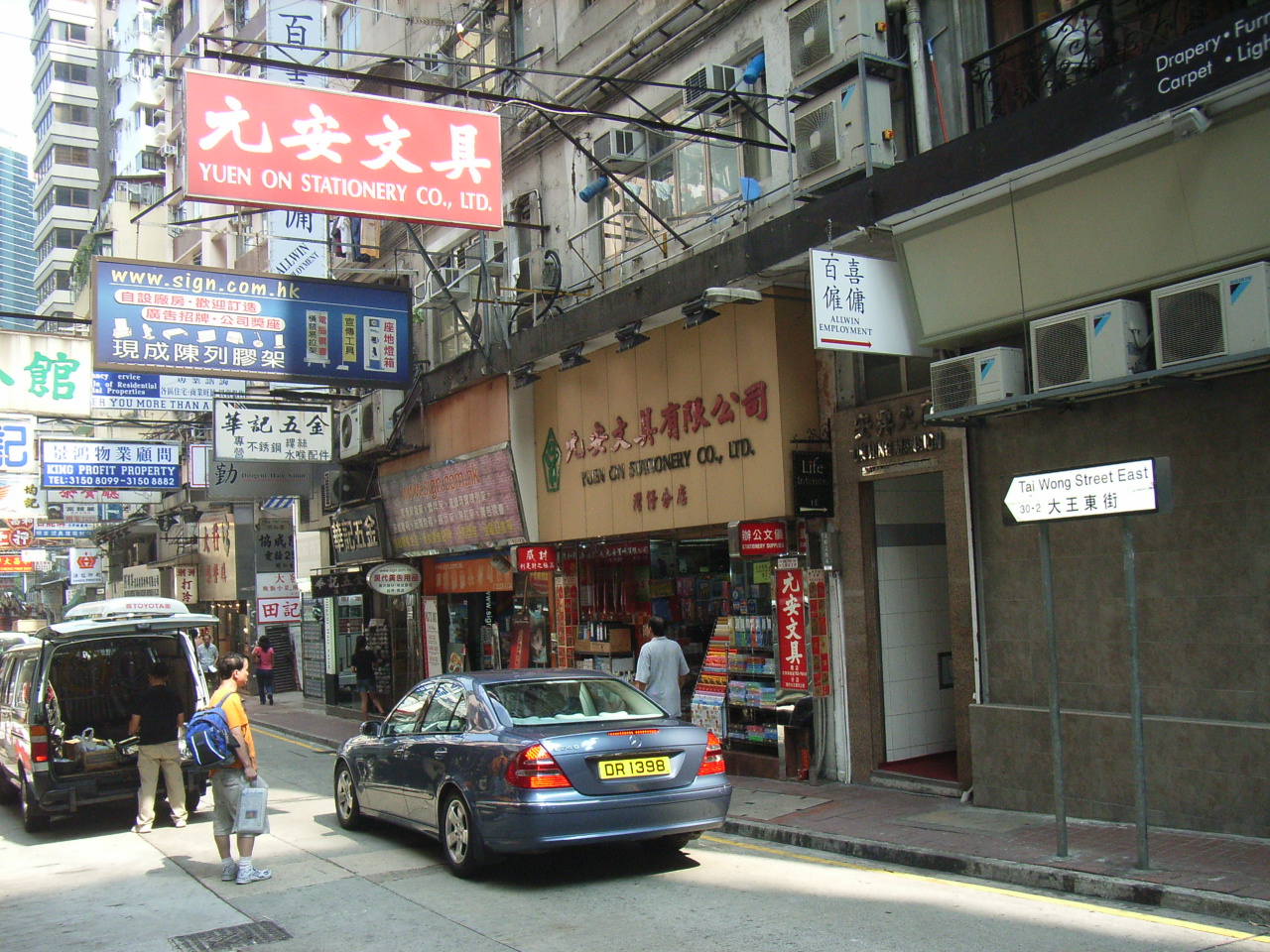
大王東街的南端
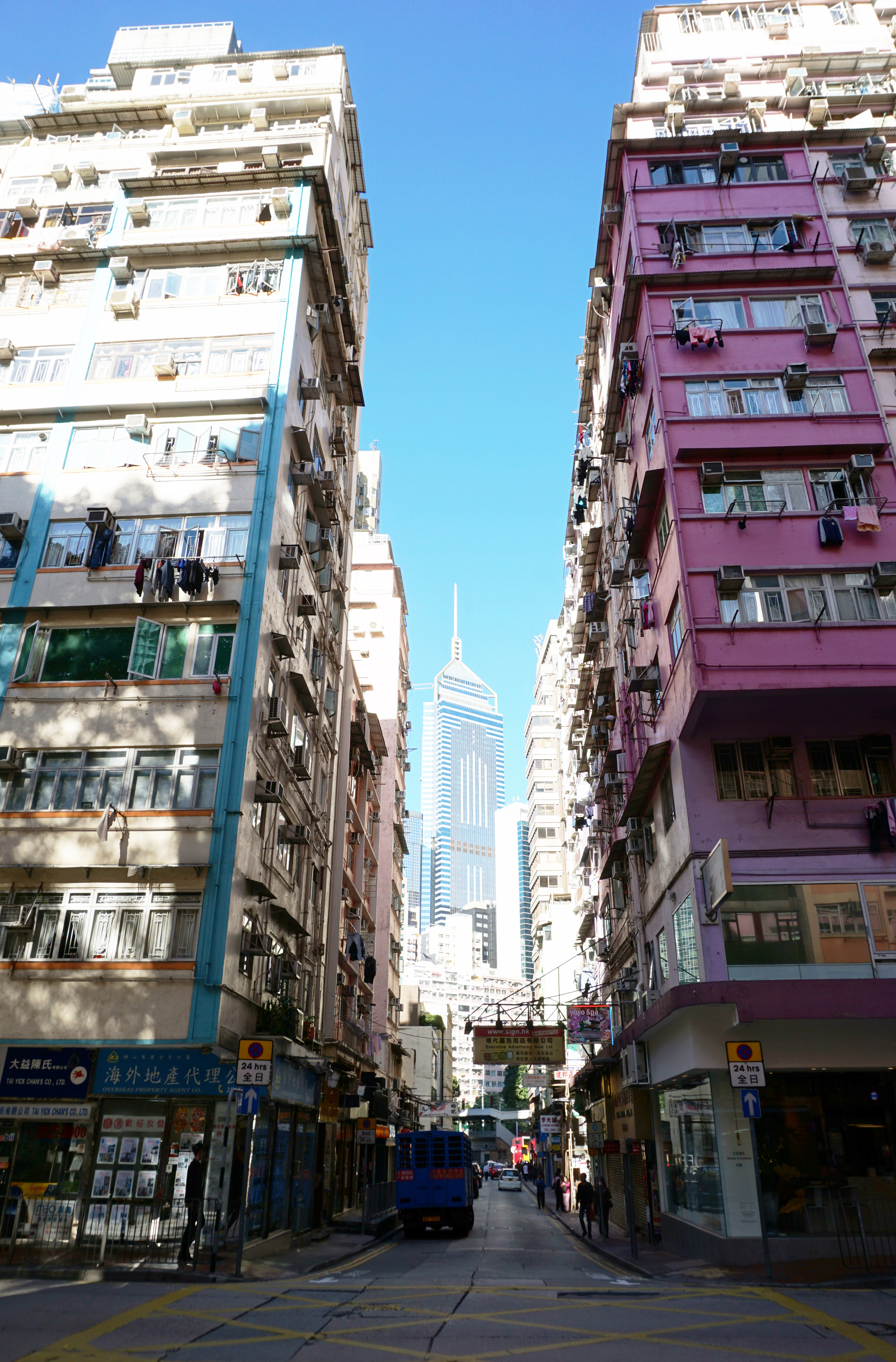
大王東街南端北望

## 外部連結
- 香港灣仔大王東街地圖（页面存档备份，存于）